# جان آتالای

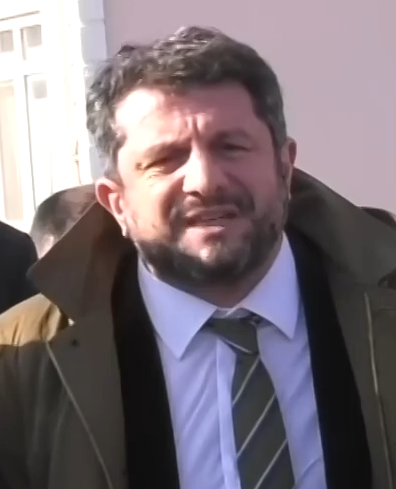
شرف‌الدین جان آتالای، وکیل اهل ترکیه - ۲۰۲۳

شرف‌الدین جان آتالای (زاده ۲۴ مارس ۱۹۷۶، استانبول) یک وکیل و فعال ترک است.
او در بسیاری از پرونده‌های اجتماعی در ترکیه مانند فاجعه سوما، حادثه معدن ارمنک، آتش‌سوزی خوابگاه دانشجویی آدانا، حادثه قطار چورلو و آزادی بیان روزنامه نگاران و نویسندگان به عنوان وکیل به فعالیت مشغول بود. او یکی از وکلایی بود که علیه تلاش برای ساخت یک مرکز خرید در پارک گزی در حال تأسیس بود مشغول به فعالیت بود. او در دادگاه گزی بابت این مسئله محاکمه شد. او به همین اتهام سال ۲۰۲۲ به ۱۸ سال زندان محکوم شد. او نامزد معاونت هاتای از حزب کارگران ترکیه (TIP) در انتخابات عمومی ترکیه در سال ۲۰۲۳ شد.